# Orlando Martínez
Pour les articles homonymes, voir Martínez.
Orlando Martínez Romero est un boxeur cubain né le 2 septembre 1944 à La Havane et mort le 22 septembre 2021.

## Carrière
Orlando Martínez devient champion olympique des poids coqs aux Jeux de Munich en 1972 après sa victoire en finale contre le Mexicain Alfonso Zamora. Martínez remporte également au cours de sa carrière amateur la médaille d'or aux Jeux panaméricains de Mexico en 1975.

## Parcours auxJeux olympiques
Jeux olympiques d'été de 1972 à Munich (poids coqs) :
- Bat Maung Win (Birmanie) 4-1
- Bat Michael Dowling (Irlande) 3-2
- Bat Ferry Moniaga (Indonésie) 5-0
- Bat George Turpin (Royaume-Uni) 3-2
- Bat Alfonso Zamora (Mexique) 5-0